# Resilient
«Resilient» es una canción interpretada por la cantante estadounidense Katy Perry, incluida en su sexto álbum de estudio, Smile (2020). Fue compuesta por ella misma junto a Ferras, Mikkel S. Eriksen y Tor Erik Hermansen, al igual que estos dos últimos también colaboraron en la producción. Un videoclip animado del tema, dirigido por Aya Tanimura, se estrenó el 31 de agosto de 2020.

## Remezcla de Tiësto
Una remezcla de «Resilient» por el disc-jockey neerlandés Tiësto en colaboración con la cantante española Aitana, fue lanzada el 13 de noviembre de 2020.

## Posicionamiento en listas
| Lista (2020)                       | Mejor posición |
| ---------------------------------- | -------------- |
| Bélgica (Flandes) (Bubbling Under) | 88             |